# Тетра серпоподібна
Тетра серпоподібна (Hyphessobrycon eques) є видом тропічних прісноводних риб, яку також іноді називають червоним мінором із довгим плавником, або просто мінор. Вона належить до родини Харацинових (Characidae) порядку харациноподібних. Використовують як акваріумну рибку.

## Умови існування в природі
У природних умовах мешкає в притоках річки Амазонка в Бразилії, Перу, Парагваї, Болівії і північній Аргентині. Цю рибу можна знайти в повільній або стоячій воді, в тому числі в ставках, невеликих озерах, і струмках. У дикій природі вони утворюють скупчення навколо рослинності та коренів дерев, коли температура води становить 22-27 °C (72-82 °C).

## Утримання в акваріумі
Серпоподібна тетра може виростати до 5 см.
Температура повинна бути 22-26°С, жорсткість dH 4-9°, кислотність pH 6,5-7,0. Риби люблять стару воду, тому акваріумну воду необхідно замінювати рідше, ніж зазвичай. Годують риб різноманітними живими, сухими і рослинними кормами.